# Tauste (kommun)
Tauste är en kommun i Spanien.   Den ligger i provinsen Provincia de Zaragoza och regionen Aragonien, i den nordöstra delen av landet, 270 km nordost om huvudstaden Madrid. Antalet invånare är 7 382.